# 磯部誠
磯部 誠（いそべ まこと、1990年9月8日 - ）は、日本の競艇選手。登録番号4586。身長171cm。血液型A型。105期。愛知支部所属。同期に菅章哉、長谷川雅和、塩崎桐加、佐藤翼、塩田北斗、渡邉優美らがいる。愛称は「べーやん」。

## 来歴
愛知県美浜町出身。愛知県立碧南工業高等学校卒業。
- やまと競艇学校時代、リーグ戦勝率7.03（準優出7、優出5、第3戦・第8戦優勝）の成績を残して、卒業記念競走に優出（2着）した。
- 2009年11月6日、常滑競艇場でデビュー（5着）。
- 2010年4月29日、平和島競艇場での「第56回報知杯」で初勝利（74走目）。
- 2011年8月18日、常滑競艇場での「名鉄杯争奪2011納涼お盆レース」で初優出（5着）[1]。
- 2012年1月24日、芦屋競艇場での「G1共同通信社杯 第26回新鋭王座決定戦競走」にG1初出場。翌25日、2日目3RでG1初勝利[2]。
- 2020年9月22日、びわこ競艇場での「PG1第7回ヤングダービー」にてG1初優勝。
- 2022年12月18日、大村競艇場において開催された第37回賞金王決定戦で、SG初優出（3着）。
- 2023年6月25日、徳山競艇場において開催された第33回グランドチャンピオン決定戦競走で、SG初優勝。

## エピソード
- 中学・高校生時代はバレーボールをしていたが、身長の低さから競技の継続を断念して競艇選手を目指した[3]。
- 賞金王決定戦においてSG初優出を決めた選手は、第1回大会の高山秀則（5着）・第8回大会の新美恵一（4着）以来、29年ぶり3人目の珍記録である。